# Yani Tseng
Yani Tseng, (en chinois, 曾雅妮), née le 23 juin 1989 à Taïwan, est une golfeuse taïwanaise. Professionnelle depuis 2007 et rejoignant le circuit de la LPGA en 2008, elle possède cinq tournois majeurs à son palmarès : le championnat de la LPGA en 2008 et qu'elle remporte à nouveau en 2011, le championnat Kraft Nabisco remporté en 2010 et l'Open britannique qu'elle remporte de manière consécutive en 2010 et 2011. Elle a été désignée meilleure débutante du circuit de la LPGA en 2008.

## Biographie

### Carrière en amateur
Elle connaît une carrière amateure qui avait déjà alerté les spécialistes du golf. Elle a ainsi occupé le premier rôle à Taïwan de 2004 et 2006. Mais elle a surtout remporté des tournois amateurs internationaux, dont quatre sur le circuit amateur américain. L'une de ces victoires est obtenue aux dépens de l'Américaine Michelle Wie par 1 up, lors du U.S. Women's Amateur Public Links, tournoi dont la phase finale se dispute sous la forme de match play.

### Carrière professionnelle
En décembre 2007, sa sixième place du tournoi de qualification pour la LPGA lui octroie une carte pour la saison suivante. Lors de celle-ci, elle réalise trois top 10 et ne manque aucun cut avant de remporter le championnat de la LPGA qui est l'un des majeurs du circuit de la LPGA. Cela fait d'elle la deuxième joueuse la plus jeune à avoir obtenu un titre majeur, derrière l'Américaine Morgan Pressel, et la première taïwanaise à en remporter un. Cette victoire est obtenue lors d'un play-off de quatre trous face à la Suédoise Maria Hjorth.
Début avril 2010, elle remporte à vingt ans son deuxième tournoi majeur en s'octroyant le championnat Kraft Nabisco devançant d'un coup la Norvégienne Suzann Pettersen. Elle reconnaît après le tournoi avoir été nerveuse lors du dernier jour contrairement au championnat de la LPGA en 2008 en raison de la pression. Elle devient la plus jeune golfeuse à s'adjuger son deuxième tournoi majeur depuis la Sud-Coréenne Se Ri Pak en 1998, cette victoire lui permet alors d'occuper la seconde place du classement mondial devancée uniquement par la Mexicaine Lorena Ochoa.
Elle remporte son second tournoi majeur de la saison lors de l'Open britannique en devançant de un coup l'Australienne Katherine Hull.
Elle commence sa saison 2011 par trois victoires, dont deux co-sanctionnées par le circuit européen et le circuit australien. Cela lui permet de prendre la première place du Women's World Golf Rankings en février. Lors du premier tournoi du grand chelem, elle termine second du Kraft Nabisco, derrière l'Américaine Stacy Lewis. Lors du championnat de la LPGA, elle remporte son quatrième majeur, le second titre dans cette épreuve, en devançant Morgan Pressel de dix coups. À 22 ans, elle devient la plus jeune joueuse, hommes et femmes compris, à remporter quatre titre majeurs : Tiger Woods, et Se Ri Pak avaient 24 ans. En juillet 2011, elle remporte pour la deuxième année consécutive le British Open et signe ainsi sa cinquième victoire dans un tournoi du Grand Chelem.
Le 9 octobre 2011, elle remporte le Championnat de la LPGA Hana Bank avec un total de 202, soit 14 sous le par.

## Palmarès
À l'issue de l'Open britannique 2011, Yani Tseng, détient alors cinq titres majeurs, tout d'abord le championnat de la LPGA en 2008 puis le championnat Kraft Nabisco en 2010, l'Open britannique lors de la même année. En 2011, pour la seconde année consécutive, elle remporte deux majeurs dans la même saison avec une victoire lors du Championnat de la LPGA, après avoir terminé seconde du championnat Kraft Nabisco, puis remporte son second titre consécutif à l'Open britannique.
Elle compte au total 17 titres, dont neuf sur le circuit de la LPGA (nord-américain). Elle compte également des victoires sur le circuit taïwanais, sur la Ladies Asian Golf Tour, sur le circuit canadien, sur le circuit européen et australien.

### Victoires professionnelles (18)
| Année    | Tournoi                                  | Tournoi                                     | Tournoi                             |
| -------- | ---------------------------------------- | ------------------------------------------- | ----------------------------------- |
| 2007 (2) | Open d'Inde (LAGT)                       | CN Canadian Women’s Tour (circuit canadien) |                                     |
| 2008 (2) | Championnat de la LPGA (LPGA)            | Royal Ladies Open (circuit taïwanais)       |                                     |
| 2009 (1) | LPGA Corning Classic (LPGA)              |                                             |                                     |
| 2010 (5) | Taihong Ladies Open (circuit taïwanais)  | Open d'Australie (ALPGT, LET)               | Championnat Kraft Nabisco (LPGA)    |
| 2010 (5) | Open britannique dames (LET, LPGA)       | P&G NW Arkansas Championship (LPGA)         |                                     |
| 2011 (7) | Taifong Ladies Open (The LPGA of Taiwan) | Open d'Australie (ALPG, LET)                | ANZ RACV Ladies Masters (ALPG, LET) |
| 2011 (7) | Honda LPGA Thailand (LPGA)               | LPGA State Farm Classic (LPGA)              | Championnat de la LPGA (LPGA)       |
| 2011 (7) | Open britannique dames (LET, LPGA)       | Championnat de la LPGA Hana Bank            |                                     |

Le fond gris montre les victoires dans les tournois majeurs.

### Parcours en tournois majeurs
| Tournoi                   | 2006 | 2007 | 2008 | 2009 |
| ------------------------- | ---- | ---- | ---- | ---- |
| Championnat Kraft Nabisco | DNP  | DNP  | T21  | T17  |
| Championnat de la LPGA    | DNP  | DNP  | 1    | T23  |
| Open américain            | CUT  | DNP  | T42  | CUT  |
| Open britannique          | DNP  | DNP  | 2    | T20  |

| Tournoi                   | 2010           | 2011           | 2012           | 2013 | 2014 | 2015 | 2016 | 2017 |
| ------------------------- | -------------- | -------------- | -------------- | ---- | ---- | ---- | ---- | ---- |
| Championnat Kraft Nabisco | 1              | 2              | 3              | T48  | CUT  | CUT  | CUT  | CUT  |
| Championnat de la LPGA    | T19            | 1              | T59            | T19  | T30  | CUT  | CUT  | CUT  |
| Open américain            | T10            | T15            | T50            | CUT  | T35  | CUT  | T59  | DNP  |
| Open britannique          | 1              | 1              | T26            | CUT  | CUT  | T13  | T31  | T30  |
| The Evian Championship ^  | Majeur en 2013 | Majeur en 2013 | Majeur en 2013 | CUT  | CUT  | CUT  | T36  | CUT  |

DNP = N'a pas participé

CUT = A raté le Cut

"T" = Égalité

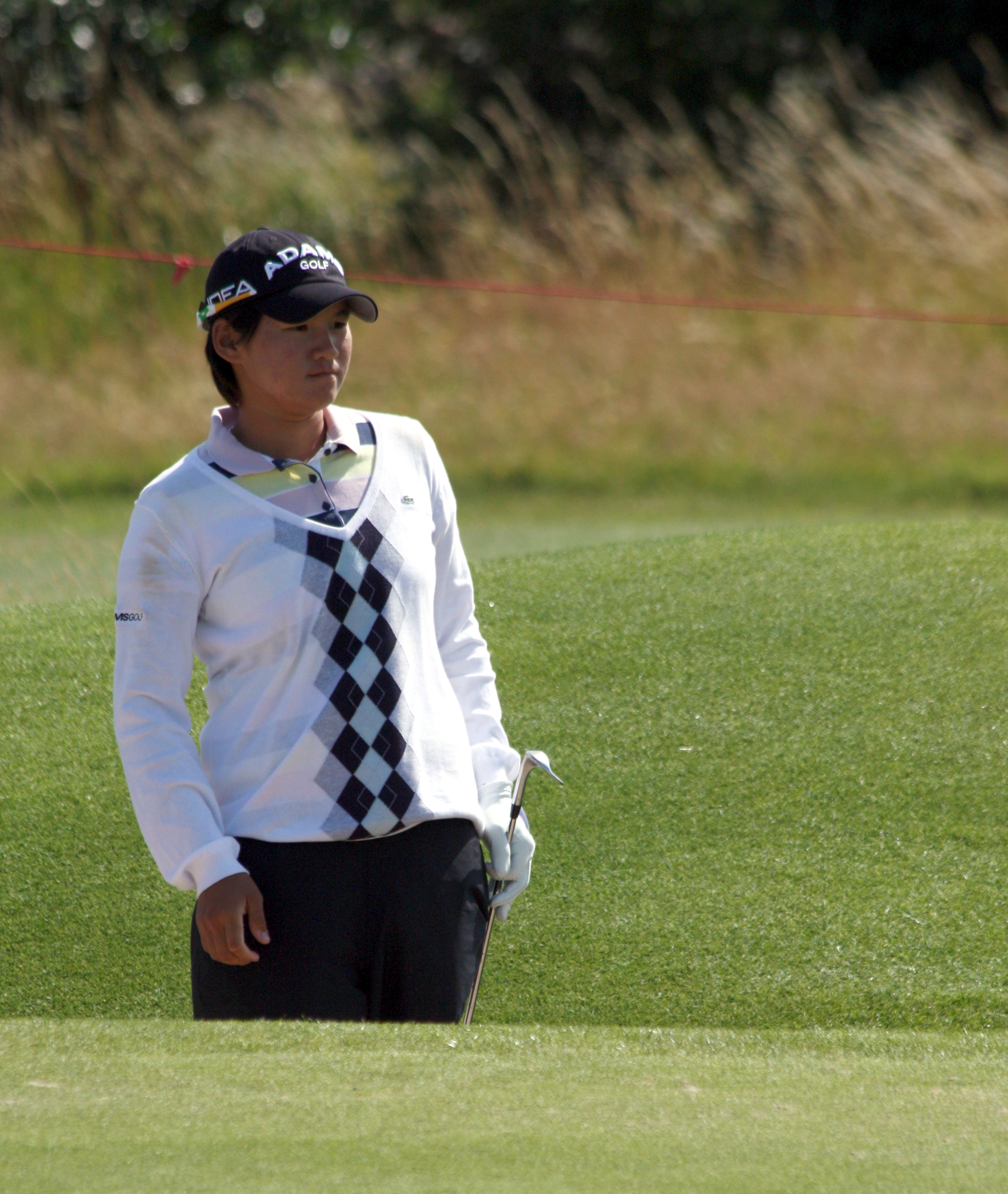
Yani Tseng lors de l'Open britannique en 2009.

Le fond vert montre les victoires et le fond jaune un top 10.